# Меттьюс (Джорджія)
Меттьюс (англ. Matthews) — переписна місцевість (CDP) в США, в окрузі Джефферсон штату Джорджія. Населення — 146 осіб (2020).

## Географія
Меттьюс розташований за координатами 33°13′10″ пн. ш. 82°18′6″ зх. д. / 33.21944° пн. ш. 82.30167° зх. д. (33.219330, -82.301659).  За даними Бюро перепису населення США в 2010 році переписна місцевість мала площу 9,15 км², з яких 9,12 км² — суходіл та 0,03 км² — водойми.

## Демографія
Згідно з переписом 2010 року, у переписній місцевості мешкало 150 осіб у 61 домогосподарстві у складі 45 родин. Густота населення становила 16 осіб/км².  Було 70 помешкань (8/км²).
Расовий склад населення:
| - 68,7 % — білих - 28,7 % — чорних або афроамериканців - 2,7 % — осіб інших рас |

До двох чи більше рас належало 0,0 %. Частка іспаномовних становила 5,3 % від усіх жителів.
За віковим діапазоном населення розподілялося таким чином: 20,7 % — особи молодші 18 років, 68,0 % — особи у віці 18—64 років, 11,3 % — особи у віці 65 років та старші. Медіана віку мешканця становила 44,6 року. На 100 осіб жіночої статі у переписній місцевості припадало 89,9 чоловіків;  на 100 жінок у віці від 18 років та старших — 88,9 чоловіків також старших 18 років.
Середній дохід на одне домашнє господарство  становив 46 621 долар США (медіана — 58 750), а середній дохід на одну сім'ю — 57 296 доларів (медіана — 63 165). За межею бідності перебувало 3,2 % осіб, у тому числі 0,0 % дітей у віці до 18 років та 0,0 % осіб у віці 65 років та старших.
Цивільне працевлаштоване населення становило 78 осіб. Основні галузі зайнятості: будівництво — 71,8 %, мистецтво, розваги та відпочинок — 15,4 %, роздрібна торгівля — 12,8 %.